# Plouguenast
Plouguenast (tiếng Breton: Plougonwaz, Gallo: Ploegenas) là một xã của tỉnh Côtes-d’Armor, thuộc vùng Bretagne, tây bắc Pháp.

## Dân số
Người dân ở Plouguenast được gọi là Plouguenastais.